# Tripteroides
Tripteroides is een muggengeslacht uit de familie van de steekmuggen (Culicidae).

## Soorten
- T. adentata van den Assem, 1959
- T. aeneus (Edwards, 1921)
- T. affinis (Edwards, 1913)
- T. alboscutellatus Lee, 1946
- T. altivallis Bonne-Wepster, 1948
- T. antennalis Bohart & Farner, 1944
- T. apicotriangulatus (Theobald, 1910)
- T. apoensis Baisas & Ubaldo-Pagayon, 1953
- T. aranoides (Theobald, 1901)
- T. argenteiventris (Theobald, 1905)
- T. atripes (Skuse, 1889)
- T. bambusa (Yamada, 1917)
- T. barraudi Baisas & Ubaldo-Pagayon, 1953
- T. belkini Baisas & Ubaldo-Pagayon, 1953
- T. bimaculipes (Theobald, 1905)
- T. binotatus Belkin, 1950
- T. bisquamatus Lee, 1946
- T. bonneti Belkin, 1962
- T. brevipalpis Brug, 1934
- T. brevirhynchus Brug, 1934
- T. caeruleocephalus (Leicester, 1908)
- T. caledonicus (Edwards, 1922)
- T. ceylonensis (Theobald, 1905)
- T. claggi Bohart & Farner, 1944
- T. coheni Belkin, 1950
- T. collessi Lee, 1946
- T. concinnus Lee, 1946
- T. confusus Lee, 1946
- T. coonorensis Mattingly, 1981
- T. cuttsi van den Assem, 1959
- T. cheni Lien, 1968
- T. christophersi Baisas & Ubaldo-Pagayon, 1953
- T. delpilari Baisas & Ubaldo-Pagayon, 1953
- T. denticulatus Delfinado & Hodges, 1968
- T. digoelensis Brug, 1934
- T. distigma (Edwards, 1925)
- T. dofleini (Guenther, 1913)
- T. dyari Bohart & Farner, 1944
- T. dyi Baisas & Ubaldo-Pagayon, 1953
- T. edwardsi (Barraud, 1929)
- T. elegans Brug, 1934
- T. erlindae Baisas & Ubaldo-Pagayon, 1953
- T. exnebulis Bonne-Wepster, 1948
- T. felicitatis Bonne-Wepster, 1948
- T. filipes (Walker, 1861)
- T. flabelliger Bonne-Wepster, 1948
- T. floridensis Belkin, 1950
- T. folicola Belkin, 1955
- T. fuliginosus Lee, 1946
- T. fuscipleura Lee, 1946
- T. hoogstraali Baisas, 1947
- T. hybridus (Leicester, 1908)
- T. indeterminatus Baisas & Ubaldo-Pagayon, 1953
- T. indicus (Barraud, 1929)
- T. intermediatus Baisas & Ubaldo-Pagayon, 1953
- T. kingi Lee, 1946
- T. knighti Baisas & Ubaldo-Pagayon, 1953
- T. latispinus Gong & Ji, 1989
- T. latisquama (Edwards, 1927)
- T. leei Peters, 1959
- T. lipovskyi Belkin, 1950
- T. littlechildi (Edwards, 1930)
- T. longipalpatus Lee, 1946
- T. longipalpis Dong, Zhou & Dong, 1997
- T. longisiphonus Dong, Zhou & Dong, 2001
- T. lorengaui Peters, 1963

- T. mabinii Baisas & Ubaldo-Pagayon, 1953
- T. magnesianus (Edwards, 1924)
- T. malayi Delfinado & Hodges, 1968
- T. malvari Baisas & Ubaldo-Pagayon, 1953
- T. marksae Dobrotworsky, 1965
- T. mathesoni Belkin, 1950
- T. melanesiensis Belkin, 1955
- T. mendacis (Daniels, 1908)
- T. microcala (Dyar, 1929)
- T. microlepis (Edwards, 1927)
- T. monetifer (Dyar, 1920)
- T. nepenthicola (Banks, 1909)
- T. nepenthis (Edwards, 1915)
- T. nepenthisimilis Mattingly, 1981
- T. nissanensis Lee, 1946
- T. nitidoventer (Giles, 1904)
- T. novohanoverae Peters, 1963
- T. obscurus Brug, 1934
- T. pallidothorax Dong, Dong & Wu, 2008
- T. pallidus Lee, 1946
- T. perplexus Peters, 1963
- T. pilosus Lee, 1946
- T. plumiger Bonne-Wepster, 1948
- T. plumosus (Brug, 1931)
- T. ponmeki Miyagi & Toma, 2001
- T. powelli (Ludlow, 1909)
- T. proximus (Edwards, 1915)
- T. punctolateralis (Theobald, 1903)
- T. purpuratus (Edwards, 1921)
- T. quasiornatus (Taylor, 1915)
- T. reiseni Basio, 1971
- T. riverai Miyagi, Toma & Tsukamoto, 1983
- T. rotumanus (Edwards, 1929)
- T. roxasi Baisas & Ubaldo-Pagayon, 1953
- T. rozeboomi Baisas & Ubaldo-Pagayon, 1953
- T. serratus (Barraud, 1929)
- T. similis (Leicester, 1908)
- T. simplex Brug, 1934
- T. simulatus Baisas & Ubaldo-Pagayon, 1953
- T. solomonis (Edwards, 1924)
- T. splendens Lee, 1946
- T. standfasti Peters, 1959
- T. stonei Belkin, 1950
- T. subnudipennis (Edwards, 1927)
- T. sullivanae Baisas & Ubaldo-Pagayon, 1953
- T. sylvestris (Theobald, 1910)
- T. tarsalis Delfinado & Hodges, 1968
- T. tasmaniensis (Strickland, 1911)
- T. tenax de Meijere, 1910
- T. tityae Slooff, 1961
- T. toffaletii Baisas & Ubaldo-Pagayon, 1953
- T. torokinae Belkin, 1950
- T. uichancoi Baisas & Ubaldo-Pagayon, 1953
- T. vanleeuweni (Edwards, 1927)
- T. vicinus (Edwards, 1914)
- T. werneri Baisas & Ubaldo-Pagayon, 1953